# Hanriot H.33
Lo Hanriot H.33  fu un aereo da caccia monomotore biplano sviluppato dalla  azienda aeronautica francese Hanriot  nella seconda metà degli anni venti del XX secolo e rimasto allo stadio di prototipo.

## Storia del progetto
A metà degli anni venti del XX secolo le autorità militari francesi promossero, tramite la Section Technique de l'Aéronautique (STAé), un programma indicato come "1925 C2" (Chasseur, caccia, a due posti) per dotarsi di un nuovo modello in grado di ricoprire i ruoli di aereo da caccia, diurno e notturno, e di aereo da ricognizione diurno. In risposta al tale specifica l'ufficio tecnico della Hanriot, presentò il modello Hanriot H.33, derivato dal precedente caccia Hanriot H.31.
Il propulsore era un radiale Salmson 18Ab a 18 cilindri disposti su 2 file di 9, raffreddati a liquido, erogante la potenza  di 450 CV (370 kW) ed azionante un'elica bipala.
L'armamento era composto da 2 mitragliatrici Vickers fisse, sincronizzate e sparanti frontalmente da 7,7 mm (0,303 pollici), situate nella parte anteriore della fusoliera. Ulteriori 2 mitragliatrici Darne da 7,5 mm (0,295 pollici) erano posizionate nelle ali. Due mitragliatrici Lewis da 7,7 mm (0,303 pollici) erano installate su un supporto brandeggiabile azionato dall'osservatore mitragliere. 
Lo sviluppo del caccia biposto Hanriot H.33 fu piuttosto lungo, e all'epoca in cui iniziò i collaudi di volo il prototipo risultava surclassato da altri aerei più moderni. Vennero effettuati limitati collaudi in volo prima che ogni ulteriore sviluppo fosse interrotto.